# Tutzsäule

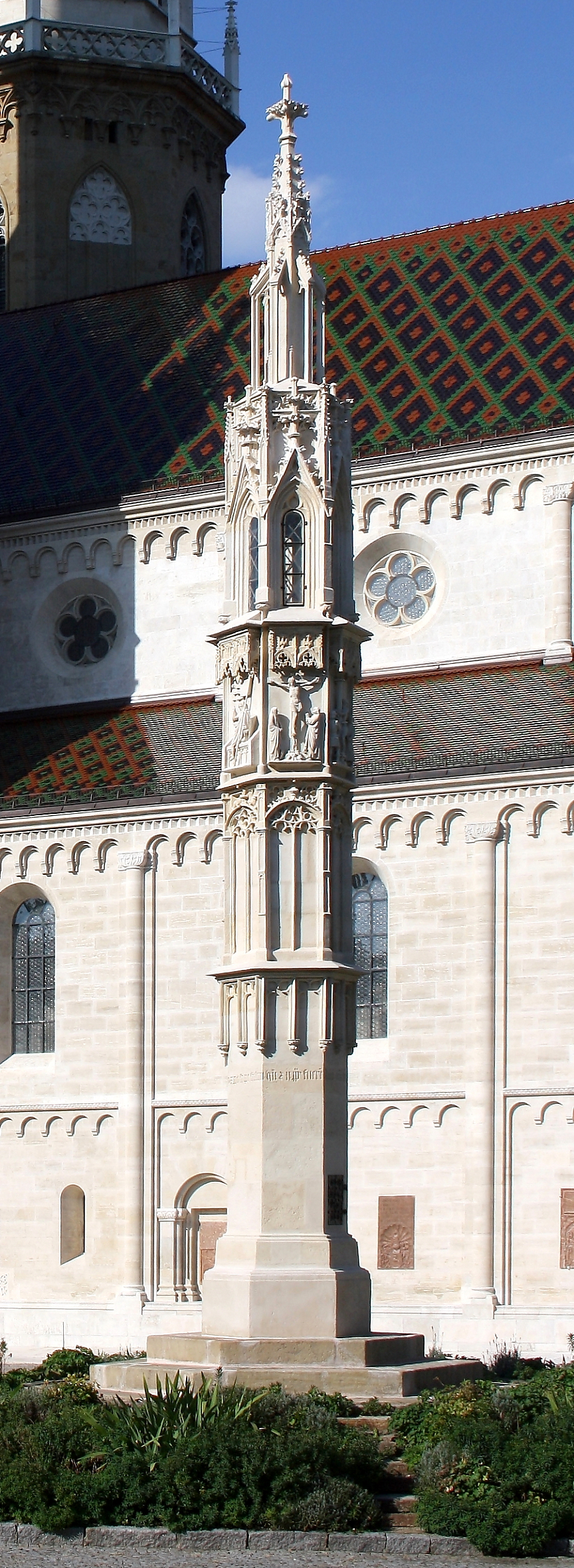
Die Tutzsäule; im Hintergrund die Stiftskirche Klosterneuburg.

Die Tutzsäule, auch Säule zum ewigen Licht ist eine gotische Pestsäule oder Totenleuchte  am Stiftsplatz in Klosterneuburg.
Sie wurde nach einer in Klosterneuburg aufgetretenen Pest von Michel Tutz im Jahre 1381 gestiftet. Als Bildhauer wird der Baumeister Michael Knab angenommen. Die Säule ist zeitlich früher als Knabs Spinnerin am Kreuz in Wiener Neustadt. Sie ist sechsseitig und mit reichem Blendmaßwerk ausgestattet. Unter dem Lichthäuschen zeigen die Reliefs Darstellungen aus der Passion Christi: Ölberg, schlafende Jünger, Geißelung, Christus am Kreuz mit Maria Magdalena und Johannes, Auferstehung, Christus und Thomas.
Im Jahre 1968 wurde um die Säule in Form eines Gitters ein Kriegerdenkmal für den Ersten und Zweiten Weltkrieg beigefügt. Im Zuge der Neugestaltung des Stiftplatzes im Jahre 2009 wurde das Gitterkriegerdenkmal entfernt, ein neues Kriegerdenkmal vom Architekten Heinz Tesar entworfen und vor dem Mauerwerk der Sebastianigruft situiert.
In einem Wanderführer aus dem Biedermeier, dem Werk Wien’s Umgebungen auf zwanzig Stunden im Umkreise von Adolf Schmidl aus dem Jahre 1835, wird auch die damals „Säule zum ewigen Licht“ genannte Tutzsäule beschrieben:
„Sie ist nebst der Spinnerin am Kreuz am Wienerberge und der Neustädter Denksäule das einzige Monument dieser Art und Größe im Erzherzogthume, von gleich zierlichem Baue und nicht minder ehrwürdigen Alter, als jene. Laut der Inschrift:
Anno Domini MCCCLXXXI perfectum hoc opus erat, mox post pestilenciam in die S. Nicosii Martyris quando et duo Papae fuerunt (Urban VI. und Clemens VII.)
wurde das Denkmal 1381 wahrscheinlich in Folge eines Gelübdes zur Zeit der kurz vorhergegangenen Pest errichtet, und zwar von einem Ritter Michael Tutz, welcher dafür eine ewige Lampe stiftete, woher ihr Name. Die Säule ist sogar mit Ablässen begabt, weil in ihr mehre  Reliquien eingemauert sind.“